# Matsumuro Mai
Matsumuro Mai (松室 麻衣 Matsumuro Mai, Tùng Thất Ma Y) là một ca sĩ, nhạc sĩ Nhật Bản. Cô từng là thành viên trong nhóm dream từ 2000- 2002.
Từ năm 2006, cô bắt đầu sự nghiệp hát đơn của mình.

## Các phát hành

### Tải trên mạng
- [2006.06.21] Destiny / LOVE-1
- [2006.12.27] Chiisa na Hikari (小さな光; Small Light)
- [2007.09.19] feelings '07 (cell phone exclusive)
- [2008.03.19] existence
- [2008.05.07] Koigoromo (恋衣; Love Robe)
- [2008.06.11] Dramatic